# Mareks Mejeris
Mareks Mejeris (ur. 2 września 1991 w Lipawie) – łotewski koszykarz, występujący na pozycjach niskiego lub silnego skrzydłowego, reprezentant tego kraju, obecnie zawodnik Victoria Libertas Pesaro.

## Osiągnięcia
Stan na 22 maja 2022, na podstawie, o ile nie zaznaczono inaczej.

### Drużynowe
- Mistrz Łotwy (2015, 2017, 2019)
- Wicemistrz:
  - ligi łotewsko-estońskiej (2019)
  - Łotwy (2016, 2018)
  - II ligi hiszpańskiej (LEB Oro – 2014 – awans do ACB[a])
- Brązowy medalista ligi łotewskiej (2011)
- Finalista Pucharu Gomelskiego (2021)
- Uczestnik rozgrywek międzynarodowych:
  - Eurocup (2014/2015)
  - FIBA Europe Cup (2016/2017, 2020/2021)
  - VTB (2014–2019, 2020–2022)
  - Ligi Bałtyckiej (2009–2011)

### Indywidualne
- MVP finałów ligi łotewskiej (2015, 2017)
- Obrońca roku łotewskiej ligi LBL (2016)
- Uczestnik meczu gwiazd ligi:
  - łotewsko-estońskiej (2018)
  - łotewsko-estońskiej i fińskiej (2019)

### Reprezentacja

#### Seniorska
- Uczestnik:
  - mistrzostw Europy (2011 – 21. miejsce, 2013 – 11. miejsce, 2015 – 8. miejsce)
  - kwalifikacji:
    - do igrzysk olimpijskich (2016 – 4. miejsce)
    - europejskich do mistrzostw świata (2017 – 13. miejsce, 2019, 2021)
    - do Eurobasketu (2012, 2014, 2020)

  - pre-kwalifikacji do mistrzostw świata (2020)

#### Młodzieżowe
- Uczestnik mistrzostw Europy U–20 (2011 – 8. miejsce)